# Lázaro Cárdenas, Zacatecas
Lázaro Cárdenas är en ort i Mexiko.   Den ligger i kommunen Fresnillo och delstaten Zacatecas, i den centrala delen av landet, 600 km nordväst om huvudstaden Mexico City. Lázaro Cárdenas ligger 2 022 meter över havet och antalet invånare är 3 857.
Terrängen runt Lázaro Cárdenas är huvudsakligen en högslätt. Lázaro Cárdenas ligger nere i en dal. Runt Lázaro Cárdenas är det ganska glesbefolkat, med 38 invånare per kvadratkilometer. Lázaro Cárdenas är det största samhället i trakten. Omgivningarna runt Lázaro Cárdenas är i huvudsak ett öppet busklandskap.